# Иксора
И́ксора (лат. Íxora) — род растений семейства Мареновые (Rubiaceae). Объём рода — более 500 видов.

## Ботаническое описание

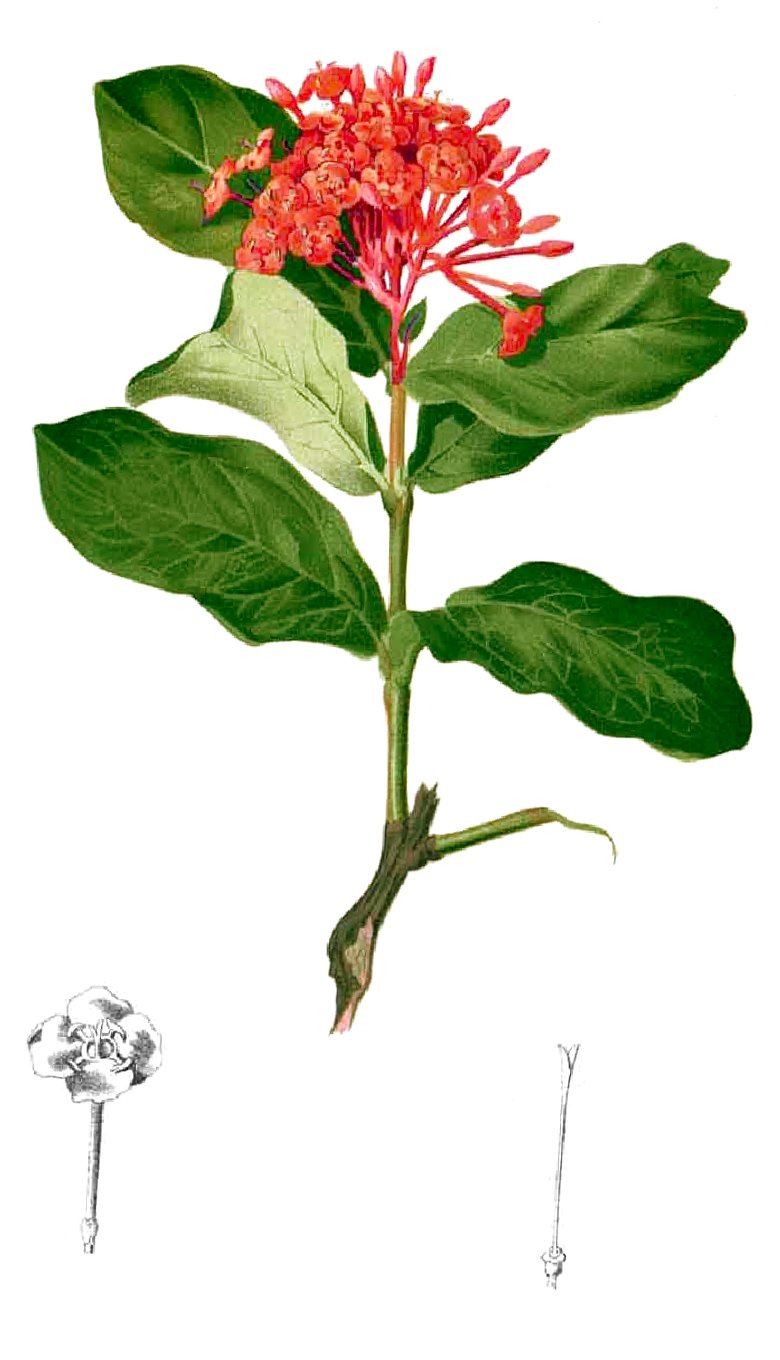
. Франсиско Мануэль Бланко, 1883

Представители рода большей частью тропические вечнозелёные кустарники.
Куст высотой 1—1,3 м. Листья блестящие, кожистые от 7,5 до 15 см в длину.
Небольшие цветки (белые, розовые, красные) собраны на концах ветвей в мутовочные соцветия на коротких черешках.

## Распространение и среда обитания
Хотя иксора распространена по всему миру, центром её разнообразия является тропическая Азия.

## Хозяйственное значение и применение
Два вида выращиваются как комнатные растения, хотя растение сложно в содержании в условиях квартиры. Представители Ixora предпочитают кислую почву и являются подходящим выбором для бонсай. Иксора — популярный выбор для живых изгородей в некоторых частях Юго-Восточной Азии. В тропическом климате они цветут круглый год и обычно используются в индуистском поклонении, а также в аюрведе и индийской народной медицине.

## В культуре
Для комнатного выращивания годятся только два вида иксоры: иксора ярко-красная (Ixora coccinea) и иксора яванская (Ixora javanica). Растение сложно в уходе, требует высокой влажности воздуха, при понижении температуры сбрасывает листья, а при переносе горшка - бутоны. После цветения полив уменьшается на месяц. Чаще всего выращивается иксора coccinea (ярко-красная), которая при правильном уходе цветёт с конца весны до начала осени крупными (до 10 см) соцветиями белой, жёлтой, лососевой, розовой или красной окраски. Трубчатый цветок имеет диаметр до 0,7 см, листья 7—10 см длиной.
Уход в комнатной культуре
- Температура: умеренная или чуть выше умеренной, зимой не ниже 15 °C.
- Освещение: яркий свет с притенением от прямого солнца летом.
- Полив: обильный, зимой — умеренный. Поливают мягкой водой.
- Влажность воздуха: требует регулярного опрыскивания листьев, необходима высокая влажность воздуха.
- Пересадка: по необходимости весной
- Размножение: затрднено, стеблевые черенки отбирают весной. Для укоренения применяют фитогормоны и нижний подогрев.

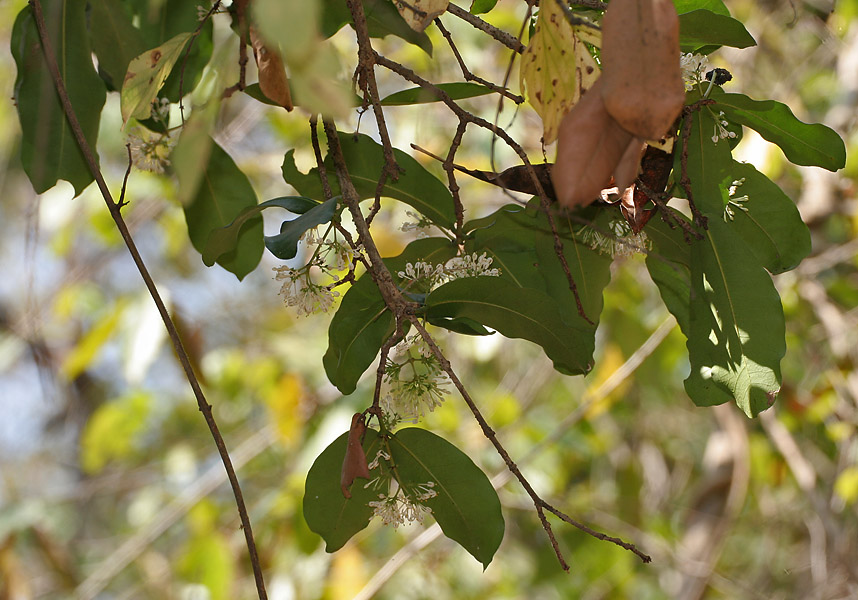
Ixora brachiata
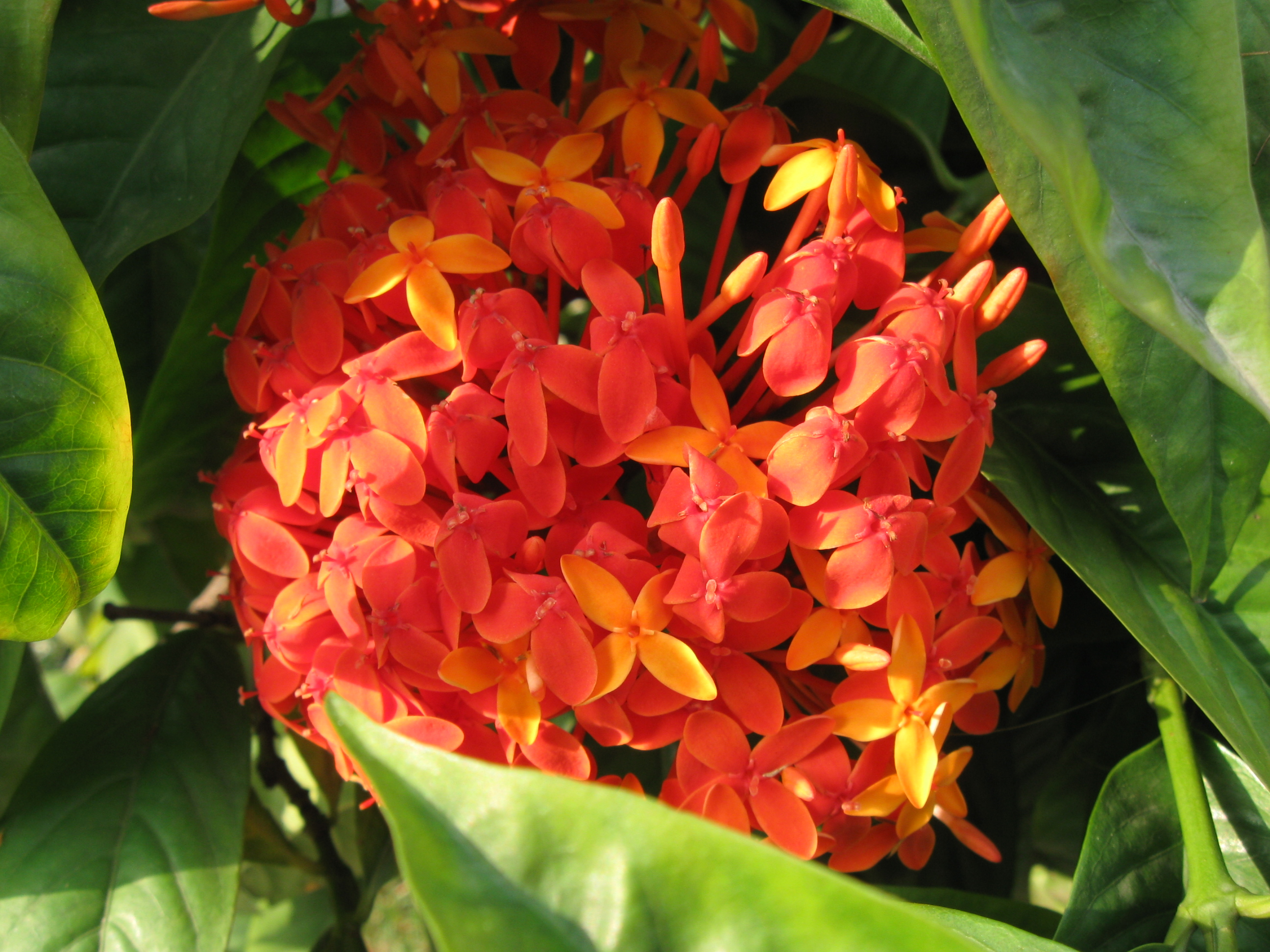
Ixora pavetta
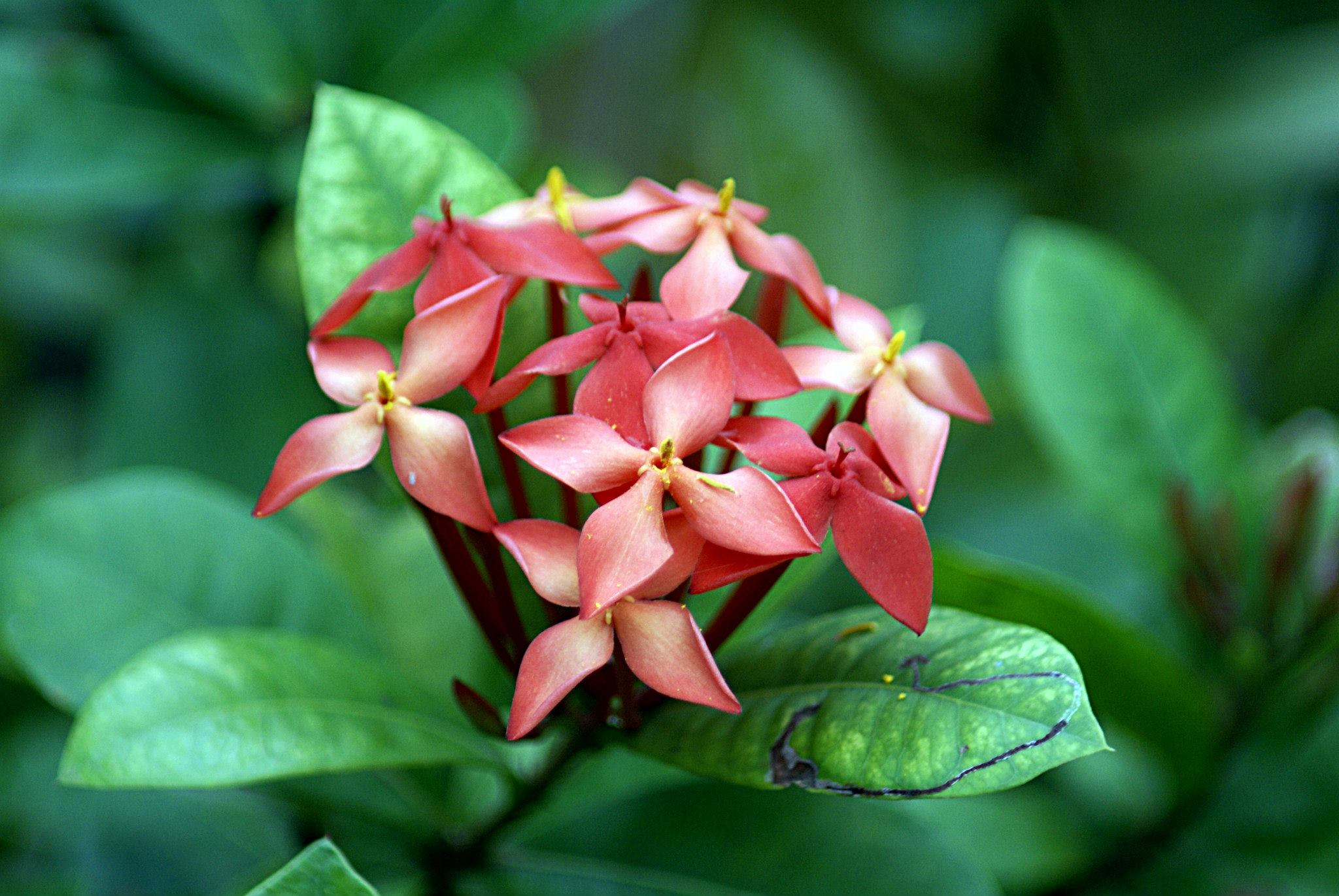
Ixora coccinea
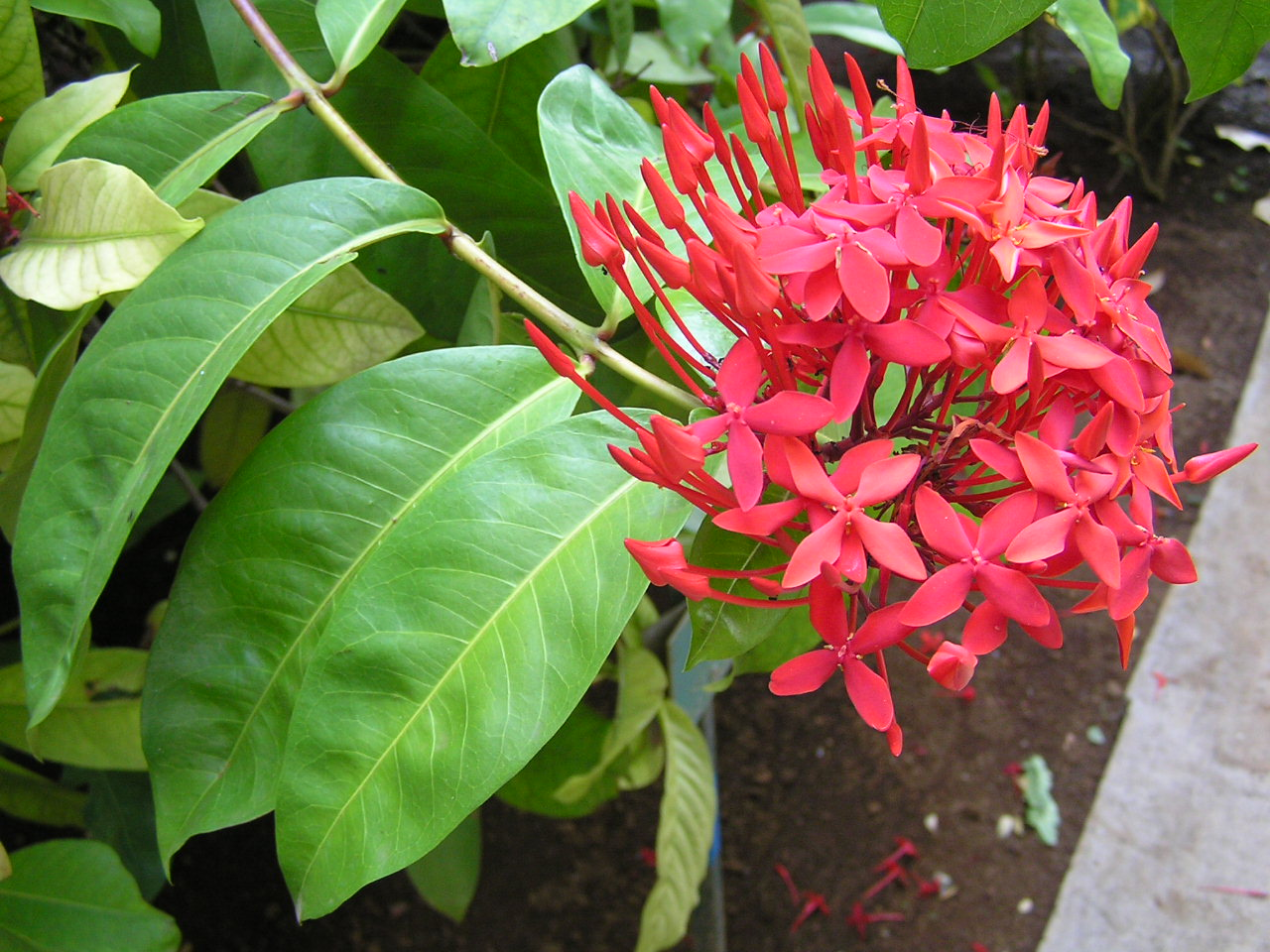
Ixora chinensis